# Parapercis allporti
Parapercis allporti är en fiskart som först beskrevs av Günther, 1876.  Parapercis allporti ingår i släktet Parapercis och familjen Pinguipedidae. Inga underarter finns listade i Catalogue of Life.